# Broeders van de Heilige Norbertus van Elshout
De Broeders van de Heilige Norbertus van Elshout of kortweg Broeders van Elshout is een rooms-katholieke congregatie. Zij werd opgericht in 1858 door de pastoor Quirinus van den Bogaert van de plaats Elshout. Pas in 1884 vond de formele start van de congregatie plaats. 
De eerste broeders werkten bij een jongenspatronaat, ondersteunden de kerk, of waren actief in de bejaardenzorg. Vanuit deze discipline volgde de specialisatie in verzorging van psychiatrische patiënten. Dit begon met de oprichting van een huis voor nazorg van psychiatrische patiënten van de inrichting 'Voorburg' te Vught. Dit huis stond in Elshout en werd het 'Sint-Norbertushuis' genoemd. In 1938 openden de Broeders op het landgoed Eckart bij Woensel de inrichting voor mentaal gehandicapten: 'Sint-Jozefdal'.
Na de Tweede Wereldoorlog werd besloten tot een fusie met de Broeders van Liefde, om het voortbestaan van de kleine congregatie veilig te stellen. De fusie vond plaats in 1949. In 1950 werd het Sint-Norbertushuis verkocht en werden de patiënten naar Sint-Jozefdal overgebracht. Deze instelling werd in 1980 door leken overgenomen. De broeders behielden een kloosterbejaardentehuis, 'Dommeldal' geheten, aan de rand van het landgoed. Dit werd verlaten in 2002, waarna alle activiteiten zich in het huis 'Eikenburg' te Stratum concentreerden. In 2004 werd ook de begraafplaats van de broeders daarheen overgebracht.